# Theodor Ludwig Wilhelm von Bischoff
Theodor Ludwig Wilhelm von Bischoff (Hannover, 28 ottobre 1807 – Monaco di Baviera, 5 dicembre 1882) è stato un fisiologo, anatomista e biologo tedesco.

## Biografia
Fece lezioni di anatomia patologica presso l'Università Heidelberg (1835-1843), fisiologia a Giessen (1843-1855) e Monaco, dove fu anche nominato alla presidenza di anatomia e fisiologia nel 1854.
I suoi contributi più importanti furono in embriologia, in particolare, l'ovulo dei mammiferi; fu pubblicato nel 1842 per il coniglio 1842, cane 1845, cavia 1852 e capriolo 1854. I suoi studi riguardanti il metabolismo animale misurando l'urea avevano meno successo, così come la sua ricerca sull'anatomia del cranio e del cervello.
Fu eletto membro straniero dell'Accademia nazionale delle arti e delle scienze olandesi nel 1878.

## Opere principali
- Beiträge zur Lehre von den Eyhüllen des menschlichen Fötus, 1834.
- Entwickelungsgeschichte der Säugethiere und des Menschen, 1842.
- Entwicklungsgeschichte des kaninchen-eies, 1842.
- Entwicklungsgeschichte des hunde-eies, 1845.
- Entwicklungsgeschichte des meerschweinchens, 1852.
- Entwicklungsgeschichte des Rehes, 1854.
- Die Grosshirnwindungen des Menschen : mit Berücksichtigung ihrer Entwicklung bei dem Fötus und ihrer Anordnung bei den Affen, 1868.
- Das Studium und die Ausübung der Medicin durch Frauen, 1872.[1]